# Konstantinova dinastija
Konstantinovu dinastiju je osnovao Konstancije I. Klor i njegov sin Konstantin I. Veliki. Zvali su je i Druga flavijska dinastija ili Novi Flavijevci zato što su svi njezini članovi nosili rimsko ime Flavije.

## Važni članovi dinastije
- Konstancije I. Klor (cezar 293. – 305., car 305. – 306.)

- Konstantin I. Veliki (car 306. – 337., od 324. samovladar)

- sin Krisp (konzul 318., 321. i 324.)
- sin Konstantin II. (car 337. – 340.)
- sin Konstans I. (car 337. – 350.)
- sin Konstancije II. (car 337. – 361., od 350. samovladar)

- Julije Konstans (konzul 335.)

- sin Konstancije Gal (cezar 351. – 354.)
- sin Julijan Apostata (cezar 355. – 360., samovladar 361. – 363.)

- Flavije Dalmacije (konzul 333., cenzor 333. – 337.)

- sin Dalmacije (cezar 335. – 337.)
- sin Hanibalijan (Rex Regum 335. – 337.)

- Flavije Hanibalijan